# Mistrzostwa Niemiec w hokeju na trawie mężczyzn
Mistrzostwa Niemiec w hokeju na trawie mężczyzn – cykliczne, krajowe rozgrywki sportowe w hokeju na trawie, organizowane regularnie od 1937 roku przez Deutscher Hockey-Bund mające na celu wyłonienie najlepszej męskiej drużyny w Niemczech.

## Zwycięzcy
| Rok  | Miejsce                                             | Zwycięzca                                           | Wynik                                               | Finalista                                           |
| ---- | --------------------------------------------------- | --------------------------------------------------- | --------------------------------------------------- | --------------------------------------------------- |
| 1937 | Berlin                                              | Berliner Sport-Club                                 | 2:1 (po dogr.)                                      | ETuF Essen                                          |
| 1938 | Frankfurt nad Menem                                 | Berliner Sport-Club                                 | 1:0                                                 | TSV Sachsenhausen 1857                              |
| 1939 | Berlin                                              | TSV Sachsenhausen 1857                              | 1:0                                                 | Berliner HC                                         |
| 1940 | Berlin                                              | Berliner SV 92                                      | 5:0                                                 | TSV Sachsenhausen 1857                              |
| 1941 | Monachium                                           | Berliner HC                                         | 1:0                                                 | TSG Pasing                                          |
| 1942 | Frankfurt nad Menem Berlin                          | Berliner HC                                         | 1:1 (po dogr.) 5:3                                  | TSV Sachsenhausen 1857                              |
| 1943 | Frankfurt nad Menem                                 | TSV Sachsenhausen 1857                              | 2:1                                                 | Uhlenhorster HC                                     |
| 1944 | Magdeburg                                           | Luftwaffen-Sportverein Hamburg                      | 1:0 (po dogr.)                                      | TSV Sachsenhausen 1857                              |
| 1950 | Mülheim an der Ruhr                                 | Uhlenhorst Mülheim                                  | 1:0                                                 | Club Raffelberg                                     |
| 1951 | Duisburg                                            | Club Raffelberg                                     | 1:0                                                 | Uhlenhorst Mülheim                                  |
| 1952 | Monachium                                           | Klipper THC                                         | 3:1                                                 | HC Wacker München                                   |
| 1953 | Mülheim an der Ruhr                                 | Club Raffelberg                                     | 1:0 (po dogr.)                                      | Uhlenhorst Mülheim                                  |
| 1954 | Mülheim an der Ruhr                                 | Uhlenhorst Mülheim                                  | 4:2                                                 | SC Brandenburg                                      |
| 1955 | Mülheim an der Ruhr                                 | Uhlenhorst Mülheim                                  | 1:0                                                 | HC Wacker München                                   |
| 1956 | Goslar                                              | SC Brandenburg                                      | 2:1                                                 | Goslarer SC 08                                      |
| 1957 | Duisburg Mülheim an der Ruhr                        | Uhlenhorst Mülheim                                  | 1:1 (po dogr.) 2:0                                  | Club Raffelberg                                     |
| 1958 | Mülheim an der Ruhr                                 | Uhlenhorst Mülheim                                  | 5:1                                                 | Klipper THC                                         |
| 1959 | Mülheim an der Ruhr                                 | SC Brandenburg                                      | 1:0                                                 | Uhlenhorst Mülheim                                  |
| 1960 | Mülheim an der Ruhr                                 | Uhlenhorst Mülheim                                  | 2:1 (po dogr.)                                      | Berliner HC                                         |
| 1961 | Mülheim an der Ruhr                                 | Berliner HC                                         | 3:1 (po dogr.)                                      | Uhlenhorst Mülheim                                  |
| 1962 | Ludwigsburg                                         | Berliner HC                                         | 3:0                                                 | HC Ludwigsburg                                      |
| 1963 | Berlin                                              | Berliner HC                                         | 4:1 (po dogr.)                                      | Harvestehuder THC                                   |
| 1964 | Mülheim an der Ruhr                                 | Uhlenhorst Mülheim                                  | 2:1                                                 | HG Nürnberg                                         |
| 1965 | Berlin                                              | Berliner HC                                         | 2:1 (po dogr.)                                      | Uhlenhorster HC                                     |
| 1966 | Kolonia                                             | Gladbacher HTC                                      | 3:2 (po dogr.)                                      | Rot-Weiss Köln                                      |
| 1968 | Rüsselsheim am Main                                 | Rüsselsheimer Ruder-Klub 08                         | 4:1                                                 | Schwarz-Weiß Köln                                   |
| 1969 | Kolonia                                             | SC Frankfurt 1880                                   | 2:1                                                 | Schwarz-Weiß Köln                                   |
| 1970 | Kolonia                                             | SC Frankfurt 1880                                   | 3:0                                                 | Rot-Weiss Köln                                      |
| 1971 | Rüsselsheim am Main                                 | Rüsselsheimer Ruder-Klub 08                         | 1:0                                                 | Rot-Weiss Köln                                      |
| 1972 | Kolonia                                             | Rot-Weiss Köln                                      | 2:1 (po dogr.)                                      | SC Frankfurt 1880                                   |
| 1973 | Rüsselsheim am Main                                 | Rot-Weiss Köln                                      | 2:0                                                 | Rüsselsheimer Ruder-Klub 08                         |
| 1974 | Kolonia                                             | Rot-Weiss Köln                                      | 3:1 (po dogr.)                                      | Rüsselsheimer Ruder-Klub 08                         |
| 1975 | Rüsselsheim am Main                                 | Rüsselsheimer Ruder-Klub 08                         | 5:3 (po dogr.)                                      | Rot-Weiss Köln                                      |
| 1976 | Kolonia                                             | Schwarz-Weiß Köln                                   | 3:1                                                 | HTC Stuttgarter Kickers                             |
| 1977 | Rüsselsheim am Main                                 | Rüsselsheimer Ruder-Klub 08                         | 4:1                                                 | HTC Stuttgarter Kickers                             |
| 1978 | Mönchengladbach                                     | Rüsselsheimer Ruder-Klub 08                         | 2:0                                                 | Gladbacher HTC                                      |
| 1979 | Frankenthal                                         | Turngemeinde Frankenthal                            | 2:1                                                 | DHC Hannover                                        |
| 1980 | Frankenthal                                         | Turngemeinde Frankenthal                            | 4:3 (po dogr.)                                      | Schwarz-Weiß Köln                                   |
| 1981 | Frankenthal                                         | Gladbacher HTC                                      | 5:1                                                 | Turngemeinde Frankenthal                            |
| 1982 | Heidelberg                                          | HC Heidelberg                                       | 3:2                                                 | Limburger HC                                        |
| 1983 | Kolonia                                             | Turngemeinde Frankenthal                            | 2:0                                                 | Schwarz-Weiß Köln                                   |
| 1984 | Heidelberg                                          | Limburger HC                                        | 3:1                                                 | HC Heidelberg                                       |
| 1985 | Mönchengladbach                                     | Uhlenhorst Mülheim                                  | 3:1 (po dogr.)                                      | Gladbacher HTC                                      |
| 1986 | Limburg an der Lahn                                 | Uhlenhorst Mülheim                                  | 4:3                                                 | HTC Stuttgarter Kickers                             |
| 1987 | Mülheim an der Ruhr                                 | Uhlenhorst Mülheim                                  | 2:1                                                 | SC Frankfurt 1880                                   |
| 1988 | Frankfurt nad Menem                                 | Uhlenhorst Mülheim                                  | 3:1                                                 | SC Frankfurt 1880                                   |
| 1989 | Mülheim an der Ruhr                                 | SC Frankfurt 1880                                   | 3:2 (po karnych)                                    | Uhlenhorst Mülheim                                  |
| 1990 | Kolonia                                             | Uhlenhorst Mülheim                                  | 3:0                                                 | Rot-Weiss Köln                                      |
| 1991 | Mülheim an der Ruhr                                 | Uhlenhorst Mülheim                                  | 2:1 (po dogr.)                                      | Rot-Weiß München                                    |
| 1992 | Bad Dürkheim                                        | Dürkheimer HC                                       | 7:5 (po karnych)                                    | Uhlenhorst Mülheim                                  |
| 1993 | Bad Dürkheim                                        | Dürkheimer HC                                       | 2:1                                                 | Harvestehuder THC                                   |
| 1994 | Mülheim an der Ruhr                                 | Uhlenhorst Mülheim                                  | 3:0                                                 | Harvestehuder THC                                   |
| 1995 | Mülheim an der Ruhr                                 | Uhlenhorst Mülheim                                  | 6:1                                                 | Gladbacher HTC                                      |
| 1996 | Mülheim an der Ruhr                                 | Harvestehuder THC                                   | 2:1                                                 | Uhlenhorst Mülheim                                  |
| 1997 | Bad Dürkheim                                        | Uhlenhorst Mülheim                                  | 6:1                                                 | SC Frankfurt 1880                                   |
| 1998 | Rüsselsheim am Main                                 | Harvestehuder THC                                   | 7:6 (po karnych)                                    | Gladbacher HTC                                      |
| 1999 | Hamburg                                             | Der Club an der Alster                              | 3:2                                                 | Harvestehuder THC                                   |
| 2000 | Moguncja                                            | Harvestehuder THC                                   | 9:8 (po karnych)                                    | Der Club an der Alster                              |
| 2001 | Bad Dürkheim                                        | Der Club an der Alster                              | 2:1                                                 | Dürkheimer HC                                       |
| 2002 | Hamburg                                             | Gladbacher HTC                                      | 2:1                                                 | Der Club an der Alster                              |
| 2003 | Hamburg                                             | Der Club an der Alster                              | 5:4                                                 | Crefelder HTC                                       |
| 2004 | Hamburg                                             | Der Club an der Alster                              | 6:5                                                 | Uhlenhorster HC                                     |
| 2005 | Düsseldorf                                          | HTC Stuttgarter Kickers                             | 5:4 (po karnych)                                    | Der Club an der Alster                              |
| 2006 | Mönchengladbach                                     | Crefelder HTC                                       | 7:1                                                 | HTC Stuttgarter Kickers                             |
| 2007 | Mönchengladbach                                     | Der Club an der Alster                              | 9:8 (po karnych)                                    | Uhlenhorster HC                                     |
| 2008 | Düsseldorf                                          | Der Club an der Alster                              | 5:2                                                 | Düsseldorfer HC                                     |
| 2009 | Mannheim                                            | Rot-Weiss Köln                                      | 4:3 (po dogr.)                                      | Uhlenhorster HC                                     |
| 2010 | Düsseldorf                                          | Rot-Weiss Köln                                      | 4:2                                                 | Uhlenhorster HC                                     |
| 2011 | Mannheim                                            | Der Club an der Alster                              | 4:1                                                 | Uhlenhorst Mülheim                                  |
| 2012 | Berlin                                              | Berliner HC                                         | 2:1                                                 | Rot-Weiss Köln                                      |
| 2013 | Hamburg                                             | Rot-Weiss Köln                                      | 3:2                                                 | Uhlenhorst Mülheim                                  |
| 2014 | Hamburg                                             | Harvestehuder THC                                   | 5:1                                                 | Rot-Weiss Köln                                      |
| 2015 | Hamburg                                             | Rot-Weiss Köln                                      | 4:3                                                 | Uhlenhorster HC                                     |
| 2016 | Mannheim                                            | Rot-Weiss Köln                                      | 8:7 (po karnych)                                    | Uhlenhorster HC                                     |
| 2017 | Mannheim                                            | Mannheimer HC                                       | 3:2                                                 | Rot-Weiss Köln                                      |
| 2018 | Krefeld                                             | Uhlenhorst Mülheim                                  | 3:2                                                 | Rot-Weiss Köln                                      |
| 2019 | Krefeld                                             | Uhlenhorst Mülheim                                  | 5:4                                                 | Mannheimer HC                                       |
| 2020 | Rozgrywek nie dokończono z powodu pandemii COVID-19 | Rozgrywek nie dokończono z powodu pandemii COVID-19 | Rozgrywek nie dokończono z powodu pandemii COVID-19 | Rozgrywek nie dokończono z powodu pandemii COVID-19 |
| 2021 | Mannheim                                            | Rot-Weiss Köln                                      | 1:0                                                 | Uhlenhorst Mülheim                                  |
| 2022 | Bonn                                                | Rot-Weiss Köln                                      | 1:0                                                 | Hamburger Polo Club                                 |
| 2023 | Mannheim                                            | Rot-Weiss Köln                                      | 3:2                                                 | Mannheimer HC                                       |
| 2024 | Bonn                                                | Mannheimer HC                                       | 4:2 (po karnych)                                    | Hamburger Polo Club                                 |